# Phalops faccai
Phalops faccai är en skalbaggsart som beskrevs av Müller 1941. Phalops faccai ingår i släktet Phalops och familjen bladhorningar. Inga underarter finns listade i Catalogue of Life.